# Michele Paolucci
Michele Paolucci (ur. 6 lutego 1986 w Recanati w prowincji Macerata) – włoski piłkarz występujący na pozycji napastnika. Zawodnik Floriany.

## Kariera klubowa
Zaczynał karierę w Juventusie. W sezonie 2006/2007 grał na zasadzie wypożyczenia w Ascoli Calcio. Zadebiutował tam 10 września 2006 w meczu przeciwko Atalancie BC.
Latem 2007 Udinese Calcio wykupiło od Juventusu połowę jego karty zawodniczej, w ramach rozliczenia za transfer Vincenzo Iaquinty. Zaliczył w tym klubie swój debiut w Coppa Italia strzelając dwie bramki drużynie AS Bari.
W styczniu 2008 został wypożyczony do Atalanty Bergamo. Po upływie pół roku powrócił do Udine, ale ponownie został wypożyczony przez Udinese i Juventus tym razem do sycylijskiej drużyny Calcio Catania. Strzelił dla niej 7 bramek w Serie A i latem powrócił do Juventusu. 8 lipca 2009 na zasadzie współwłasności dołączył jednak do Sieny. Z tego klubu był wypożyczany do Juventusu oraz Vicenzy. Następnie występował w drużynach Latina, Petrolul Ploeszti, Catania, Ancona oraz Monopoli, a w 2018 przeszedł do Floriany.

## Kariera reprezentacyjna
Paolucci ma za sobą występy w młodzieżowych reprezentacjach Włoch U-17, U-19, U-20 oraz U-21.